# Time is Up
Time is Up — российский музыкальный проект, созданный в Мурманске в 2002 году. Проект выпустил в 2005 году единственный на данный момент альбом — Northern Dancer. Коллектив создавал электронную музыку наиболее близкую жанру эмбиент, с включением мелодичных гитарных партий и других инструментов. Создатель группы и главный композитор — Алексей Леонидович Попов, а за звуковую обработку на протяжении многих лет отвечал Виктор Теслер.

## История
Группа Time is Up вышла на музыкальную авансцену Мурманска в 2003 году. Коллектив предложил профессиональную электронную музыку, которая мгновенно стала популярна в городе. В ротации самого популярного радио Мурманска PowerFM с 2003 года с огромным успехом прошли такие композиции как Some Star, Together, Free Again, Erase the Pain, Northern Dancer. Time is Up был назван лучшим музыкальным проектом Мурманска 2003 года, а также получил премию «Герои Мурманска 2004»
В 2004 году было принято решение записать полноценный альбом. На тот момент коллектив состоял из двух братьев — Алексея (основной композитор и автор треков) и Альберта (гитарные партии) Поповых, а также музыканта и саунд-дизайнера Виктора Теслера. Продюсером альбома стал канадец Крис Спавинс. Запись альбома была осуществлена в Мурманске, а сам альбом Northern Dancer вышел в Торонто, на лейбле Indie Pool.
Там же, в Канаде, был снят видеоклип на один из треков альбома — Left by Time. Режиссёром клипа выступил Ник Хэффи-Эмсли, роль главной героини исполнила Лиз Муль (фр. Lise Moule).
В России Time is Up не получил широкой известности. Долгое время от группы было мало новостей о творчестве. Альберт Попов вернулся к карьере гитариста, Виктор покинул коллектив, а Алексей работал DJ-ем и сочинял музыку для радио и телевидения, а также для кино.
В 2008—2009 годах Алексей Попов напомнил о себе новыми композициями — Martini, Ni Dha и другими. Сам он заявил в своём официальном блоге, что второй альбом находится на стадии записи, однако на данный момент проекту требуются лейблы. После ухода звукорежиссёра Константина Шиловского окончание записи Алексею приходилось делать в одиночку. В 2010 году Шиловский вернулся в проект.
В 2011 году румынский разработчик ExoSyphen Studio’s выпустил компьютерную игру Hacker Evolution Duality, в которой пользователю предлагается симулятор хакера. Time is Up стали авторами основных музыкальных тем для этой игры. Хотя сама игра получила в основном негативные отзывы (рейтинг на Metacritic — 2,3), в рецензиях с положительной стороны отозвались о музыкальном ряде игры.

Рецензия на Spaziogames.it:

Интересно также остановиться на саундтреке, который, наряду с хронической нехваткой времени, придаст игре правильное напряжение и эмоциональный заряд.
Оригинальный текст (итал.)Appare interessante soffermarsi inoltre sulla colonna sonora che, insieme alla cronica mancanza di tempo, donerà al gioco la giusta tensione e carica emotiva.

## Участники проекта
- Алексей Леонидович Попов (род. 1982) — создатель проекта и автор всех его композиций. Первое своё произведение уроженец посёлка Ёнский Ковдорского района сочинил в 6 лет, тогда же пошёл в музыкальную школу по классу фортепиано, где преподавали его родители Леонид Михайлович и Татьяна Петровна. С 16 лет Алексей начал делать первые записи своих композиций. После окончания школы переехал в Мурманск[5]. В настоящее время живёт в Москве и работает на РЕН ТВ[11][12].
- Альберт Леонидович Попов (род. 1971) — как и его младший брат, обучался музыке с детства у своих родителей. В наибольшей степени талант Альберта проявился в искусстве игры на гитаре. Свою первую группу основал в 1994 году. Неоднократно становился лауреатом и победителем конкурсов игры на гитаре. Несмотря на то, что Альберт не принимал участия в последних записях группы, официально он остаётся её участником[13][12].
- Константин Шиловский (род. 1986) — звукорежиссёр, занявший в проекте место Виктора Теслера[5].
- Виктор Теслер (род. 1980) — Покинул группу после выхода альбома Northern Dancer[14][12].

## Дискография

Обложка альбома Time is Up «Northern Dancer»

Northern Dancer
- Вышел: 1 февраля 2005
- Лейбл: Indie Pool Inc.
- Номер в каталоге: 777320124326
- Носители: CD
- Трек-лист:

1. Clean — 3:51
2. Over Water — 3:46
3. Feel the Rhythm — 3:29
4. Together — 4:13
5. Free Again — 3:35
6. Some Star — 3:30
7. Left by Time — 5:27
8. Amusing Trip — 3:21
9. Survivor — 3:22
10. Erase the Pain — 4:45
11. Northern Dancer — 3:55
12. Insomnia — 5:38
13. Some Star (Club Remix) — 7:47